# Saphobius curvipes
Saphobius curvipes är en skalbaggsart som beskrevs av Thomas Broun 1893. Saphobius curvipes ingår i släktet Saphobius och familjen bladhorningar. Inga underarter finns listade i Catalogue of Life.